# Born to Sing
Born to Sing är En Vogues debutalbum, utgivet den 3 april 1990. Det såldes i fler än en miljon exemplar i USA.

## Låtförteckning
| Nr  | Titel                                    | Musik                                                     | Längd |
| --- | ---------------------------------------- | --------------------------------------------------------- | ----- |
| 1.  | Party                                    | Denzil Foster, Thomas McElroy                             | 1:10  |
| 2.  | Strange                                  | En Vogue, Foster, McElroy                                 | 4:39  |
| 3.  | Lies (feat. Debbie T.)                   | En Vogue, Foster, McElroy, Shaheed                        | 4:16  |
| 4.  | Boogie Woogie Bugle Boy                  | Hughie Prince, Don Raye                                   | 0:54  |
| 5.  | Hold On                                  | En Vogue, Foster, McElroy                                 | 5:03  |
| 6.  | Part of Me                               | En Vogue, Foster, McElroy                                 | 5:58  |
| 7.  | You Don't Have to Worry                  | Foster, McElroy                                           | 3:47  |
| 8.  | Time Goes On                             | Ellis, En Vogue, Foster, Herron, Jones, McElroy, Robinson | 5:05  |
| 9.  | Just Can't Stay Away                     | Chuck Jackson, Marvin Yancy                               | 5:10  |
| 10. | Don't Go                                 | Foster, McElroy                                           | 5:45  |
| 11. | Luv Lines                                | Ellis, En Vogue, Foster, Jones, McElroy, Robinson         | 4:04  |
| 12. | Waitin' on You (bonusspår på CD-utgåvan) | Foster, McElroy                                           | 5:08  |

## Medverkande
- Terry Ellis
- Cindy Herron
- Maxine Jones
- Dawn Robinson